# Іллірійське вторгнення
Іллірійське вто́ргнення, Гіллове вто́ргнення— навала на Стародавню Грецію «варварських» племен з півночі, що відбулося за пізньої мікенської доби. Головну масу завойовників складали племена іллірійців (звідки й назва вторгнення), за іншою версією — нападниками були фракійці.
Прихід чужинців супроводжувався великими руйнуваннями. Цілком можливо, що саме вони довершили знищення «едіпових» Фів, які після походів Адраста залишилися беззахисними. Після нападу «варварів» остаточно занепав і Тиринф. Сліди пожеж знайдені фактично в усіх тогочасних грецьких палацах. Прибульцям не вдалося захопити лише Мікени.
Згідно з грецькими міфами, нападників очолював Гілл, який називав себе сином Геракла і вимагав повернути «спадок батька». Ім'я Гілл може свідчити саме про іллірійське походження ватажка — племена гіллів і пізніше мешкали саме в Іллірії. Можливе також ототожнення з Гераклом якогось з іллірійських богів або ж міфологічних персонажів.
Міфи називають Гілла переможцем мікенського царя Еврістея (хоча про здобуття самих Мікен не згадують). Із згадок в інших переказах можна зрозуміти, що прибульці майже повністю захопили Пелопоннес.
Так, відгуки про іллірійську навалу можна побачити в деяких міфах про Геракла, з яким ототожнював себе Гілл, зокрема в переказах про сутичку героя з пілоськими Нелеїдами, його «другу» війну з володарем Еліди Авгієм та конфлікт зі спартанським царем Гіппокоонтом. Міфи стверджують, що Пілос був спалений, у війні загинули усі Нелеїди, окрім Нестора, та Гіпокоонт разом із 18 синами.
Чимало з ахейських володарів змушені були рятуватися від нападників втечею. Тлеполем, який очолював мешканців Тиринфа, спаленого нападниками, перебрався на Родос, Нестор знайшов притулок у Геренії, син Авгія Філей — на Дуліхії, Лаерт та його син Одіссей, походження яких міфи пов'язують чи то з Фокідою, чи то з Мантинеєю, опинилися на Ітаці.
Звільнення від загарбників міфи пов'язують із щасливим для греків збігом обставин. Вже за рік після загарбання Пелопонесу серед прибульців почала ширитися якась смертельна хвороба, яку легенди іменують чумою. Нажахані переселенці поквапилися залишити завойовані землі і повернулися на північ.
За кілька років Гілл спробував напасти вдруге, але цього разу на Істмійському перешійку, що відділяв Пелопонес від решти Греції, іллірійців зустріло об'єднане ахейське військо. Гілла викликав на двобій і вбив тегейський цар Ехем.
Попри поразку прибульців, навала надовго перелякала грецьких володарів. Відтоді з року в рік вони чекали появи нових «варварів» на чолі з Гераклідами. Щоб убезпечитись від несподіванок, через увесь Істм — від моря до моря — протягнули грандіозний оборонний мур. Острах перед можливим повторенням навали сприяв об'єднанню Греції під егідою Агамемнона — володаря Мікен, так і не здобутих загарбниками.

## Історіографія
Більшість істориків сходиться на тому, що наприкінці так званої «пізньомікенської доби III B» Греція пережила справжню катастрофу, що у часі збігається з появою в ареалі поширення мікеннської цивілізації незвичної «варварської» кераміки. Втім, різні дослідники інтерпретують це явище по-різному.
Першим пов'язав «пізньомікенський злам» з міграцією іллірійських племен Карл Нюландер. Його висновки підтримав Георг Мілонас. Втім, обидва дослідники схилялися до думки, що іллірійське переселення відбувалося вже після Троянської війни. Натомість Емілі Вермель вважала, що консолідація ахейського суспільства і похід проти Трої міг відбутися вже після «варварської» навали з півночі.
Ці висновки були підтверджені дослідженнями Джеремі Раттера, які засвідчили, що після появи незвичної кераміки в Греції відбулося повернення до мікенських традицій. Спираючись на ці висновки Леонід Гіндін і Вадим Цимбурський розвинули концепцію «іллірійської міграційної хвилі», згідно з якою навала з півночі була лише тимчасовим явищем, яке стимулювало об'єднання Греції навколо агамемнонівських Мікен.